# KELT-6
KELT-6, TOI-1840 — одиночная звезда в созвездии Волос Вероники на расстоянии приблизительно 794 световых лет (около 244 парсек) от Солнца. Видимая звёздная величина звезды — +10,42m. Возраст звезды определён как около 4,9 млрд лет.
Вокруг звезды обращается, как минимум, две планеты.

## Характеристики
KELT-6 — жёлто-белая звезда спектрального класса G1V, или F5, или F6, или F8IV. Масса — около 1,126 солнечной, радиус — около 1,56 солнечного, светимость — около 3,589 солнечной. Эффективная температура — около 6205 K.

## Планетная система
В 2013 году группой астрономов проекта KELT было объявлено об открытии планеты KELT-6 b.
В 2015 году группой астрономов проекта KELT было объявлено об открытии планеты KELT-6 c.